# بازی تقلید
بازی تقلید (انگلیسی: The Imitation Game) فیلمی آمریکایی در ژانر درام تاریخی به کارگردانی مورتن تیلدام است که در سال ۲۰۱۴ منتشر شد. فیلم‌نامهٔ این فیلم به‌دست گراهام مور و بر اساس کتاب زندگی‌نامهٔ چاپ ۱۹۸۳، آلن تورینگ: انیگما از اندرو هاجز نوشته شده‌است. بندیکت کامبربچ نقش تحلیل‌گر رمز آلن تورینگ را ایفا می‌کند که در طول جنگ جهانی دوم پیام‌های اطلاعاتی آلمان را برای دولت بریتانیا رمزگشایی می‌کرد. دیگر بازیگران فیلم کیرا نایتلی، متیو گود، روری کینیار، چارلز دنس، و مارک استرانگ هستند.
عنوان این فیلم از روی نام بازی رمزنگاری بازی تقلید برای پاسخ به سوال «آیا ماشین ها میتوانند فکر کنند؟» برداشته شده است. بازی تقلید در ۲۸ نوامبر ۲۰۱۴ در ایالات متحده اکران شد. این فیلم با بودجهٔ ۱۴ میلیون دلاری ساخته شد و بیش از ۲۳۰ میلیون دلار فروش داشت که به پرفروش‌ترین فیلم مستقل ۲۰۱۴ تبدیل شد. همچنین نقدهای مثبتی را از سوی منتقدان و تماشاگران دریافت کرد و برای نقش‌آفرینی کامبربچ و نایتلی تحسین شد. این فیلم در جوایز اسکار نامزد دریافت هشت جایزه شد و جایزهٔ بهترین فیلم‌نامه اقتباسی را کسب کرد. بازی تقلید به‌دلیل نمایش نادرست وقایع تاریخی و کم‌اهمیت جلوه دادن همجنس‌گرایی تورینگ مورد انتقاد برخی قرار گرفت. با این وجود، سازمان حمایت از حقوق مدنی ال‌جی‌بی‌تی‌ها و کمپین حقوق بشر از آن به دلیل ارائه میراث تورینگ به مخاطبان گسترده‌تری با رویکرد ظریف و واقع‌بینانه‌اش تقدیر کردند.

## داستان
در طول جنگ جهانی دوم، در حالی که ارتش ویرانگر هیتلر یکی پس از دیگری در حال نابودی و فتح کشورهای اروپایی است و لندن زیر حملات سنگین نازی‌ها کمر خم کرده؛ گروهی از نخبه‌ها و ریاضی دانان از جمله آلن تورینگ از طرف دولت انگلیس استخدام می‌شوند تا کاری غیرممکن را انجام دهند: شکستن کدهای ماشین‌هایی موسوم به انیگما که نازی‌ها از طریق آن مکالمات سری با هم انجام می‌دهند اما کار چندان طبق روال پیش نمی‌رود و درگیری اعضای گروه با آلن که اصرار دارد با ساخت ماشینی مخصوص، انیگما را شکست بدهد پروژه را تا لب شکست هم پیش می‌برد ولی با وارد شدن دختر نابغه‌ای بنام «جون» به گروه، تحقیقات به سمتی جدید پیش می‌رود.

## بازیگران
- بندیکت کامبربچ در نقش آلن تورینگ
- کیرا نایتلی در نقش جون کلارک
- متیو گود در نقش هیو الکساندر
- روری کینیار در نقش کاراگاه رابرت ناک
- آلن لیچ در نقش جان کایرنکس
- متیو بیرد در نقش پیتر هلیتون
- چارلز دنس در نقش فرمانده دنیستون
- مارک استرانگ در نقش استوارت منزیس
- جیمز نورثکوت در نقش جک گود
- تام گودمن-هیل در نقش کروهبان استیل
- استیون ودینگتون در نقش سرپرست اسمیت
- ایلان گودمن در نقش کیت فرمن
- جک تارلتون در نقش چارلز ریچاردز
- الکس لاوتر در نقش آلن تورینگ در جوانی
- جک بنن در نقش کریستوفر مورکوم
- تاپنس میدلتون در نقش هلن استوارت
- اندرو هاویل در نقش معلم
- جیمز جی نون در نقش شربورن
- ویکتوریا ویکس در نقش دورتی کلارک (مادر جون کلارک)

## جوایز و نامزدی‌ها
- برنده اسکار بهترین فیلم‌نامه اقتباسی برای گراهام مور
- نامزد اسکار بهترین کارگردانی برای مورتن تیلدام
- نامزد اسکار بهترین بازیگر نقش اول مرد برای بندیکت کامبربچ
- نامزد اسکار بهترین بازیگر نقش مکمل زن برای کیرا نایتلی
- نامزد اسکار بهترین موسیقی متن اورجینال برای الکساندر دسپلا
- نامزد اسکار بهترین تدوین برای ویلیام گلدنبرگ

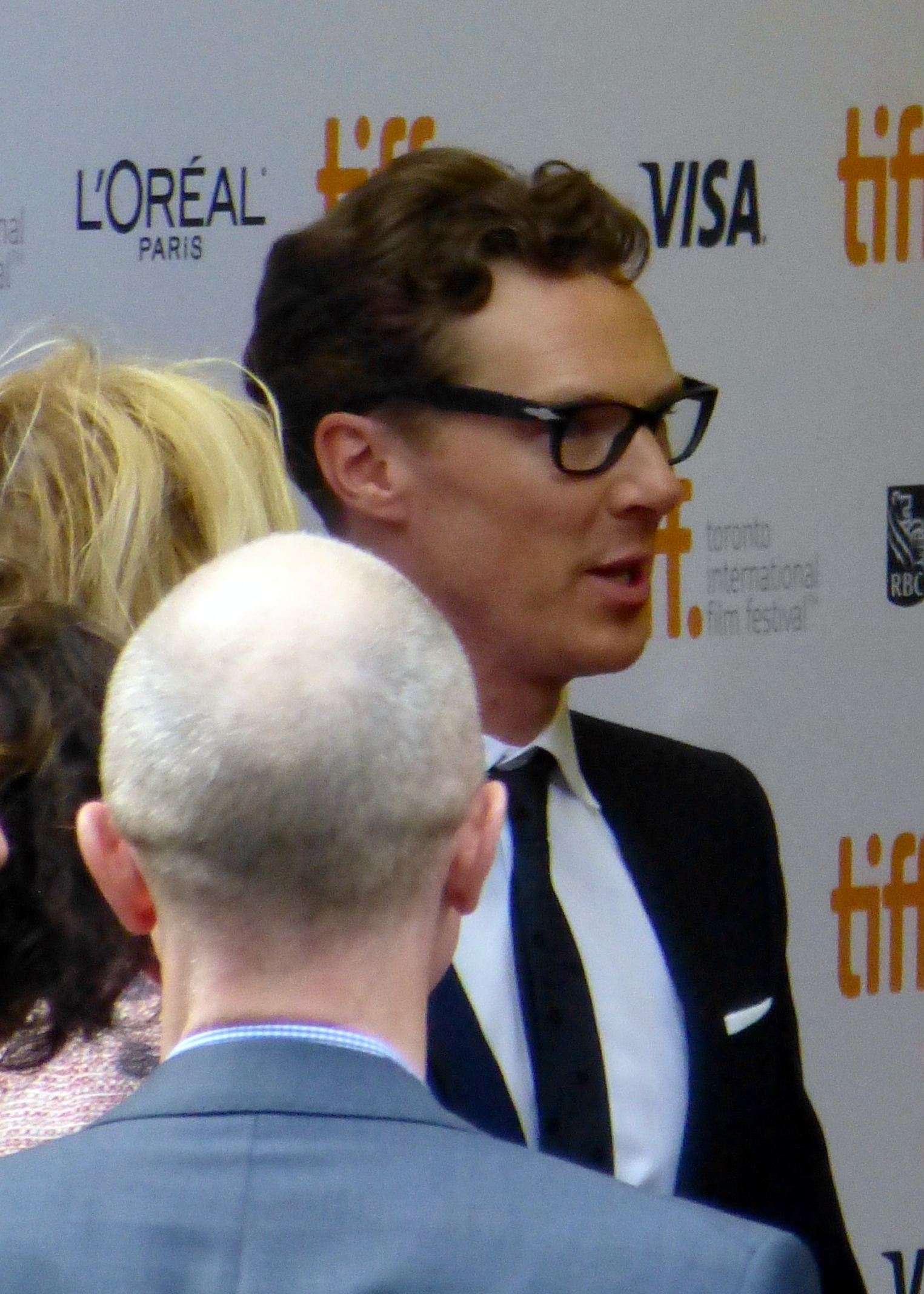
بندیکت کامبربچ (بازیگر نقش اول فیلم) در معرفی فیلم در جشنوارهٔ فیلم تورونتو ۲۰۱۴

- نامزد اسکار بهترین طراحی صحنه
- نامزد اسکار بهترین فیلم